# 尼亚孜
尼亚孜伯克（Niyaz Bek），其名也被记作尼牙孜、尼亚斯、呢牙子等，维吾尔族，清朝叶尔羌阿奇木伯克，后投靠阿古柏任洪福汗国和阗阿奇木伯克，阿古柏死后又转投清军被阿古柏之子伯克胡里击败。

## 生平
尼亚孜原为清朝任命的叶尔羌阿奇木伯克。1865年4月，浩罕将领阿古柏在喀什噶尔扶持布素鲁克建立“哲德沙尔汗国”。4月下旬，阿古柏率军攻打叶尔羌，尼亚孜充当阿古柏部内应，但最终阿古柏部在巷战中失利，被叶尔羌当地的维吾尔族和回族击退。1866年4月，阿古柏再度进犯叶尔羌，在尼亚孜的策应下成功占领叶尔羌回城和汉城。
1877年5月，阿古柏在库尔勒暴毙，尼亚孜占据和阗割据。10月，尼牙孜反正降清。10月底，尼牙孜伯克被伯克胡里纠合玉努斯江击败，穿过沙漠投奔清军。
对于阿古柏之死，有资料称是尼牙孜通过收买阿古柏的近卫，在阿古柏茶里下毒将其毒死的，但尼牙孜通过清军官员向清政府上报的说法是阿古柏服毒自杀，并未将此功劳揽在自己身上，因此尼牙孜毒死阿古柏的说法多被认为并非史实:167-169。

## 相关
1866年，喀拉喀什河水被引到约特干灌溉土地，沙质土被河水冲出许多深沟，漏出底下的遗址文化层，尼牙孜伯克得知消息后，立刻派大量劳工到约特干挖宝。